# Shennong Ben Cao Jing
El Shénnóng Běn Cǎo Jīng =神農本草經|s=神农本草经|w=Shennung Ben Ts'ao King
es un libro chino sobre la agricultura y las plantas medicinales. Su origen se atribuye al mítico soberano chino Shennong, de quien se dice que vivió alrededor del año 2800 a. C. Los investigadores creen que se trata de una recopilación de tradiciones orales escritas entre los años 300 a. C. y 200 d. C.. El texto original ya no existe, pero se dice que estaba compuesto por tres volúmenes que contenían 365 entradas sobre medicamentos y su descripción.

## Contenido
El primer tratado incluyó 120 fármacos inocuos para los seres humanos, las "propiedades estimulantes": reishi, ginseng, azufaifo, la naranja, la canela de China, o el regaliz.
El segundo volumen se dedicó a 120 sustancias terapéuticas destinadas al tratamiento de los enfermos, pero más o menos tóxicas. En esta categoría se encuentra el jengibre, peonías y el pepino. Las sustancias de este grupo son descritos como "humanos".
En el último volumen hay 125 entradas correspondientes a las sustancias que tienen una acción violenta en las funciones fisiológicas y suelen ser venenosos. Ruibarbo, diferentes frutas sin hueso y los melocotones son algunos de los que aparecen.